# Ve siècle en science
IVe siècle en science - Ve siècle - VIe siècle en science
Chronologie de la science
Cet article concerne les événements concernant les sciences et les techniques qui se sont déroulés durant le Ve siècle :

## Publications
- Vers 499, Inde : Āryabhaṭīya traité en sanskrit d'astronomie indienne. Son rédacteur Aryabhata, âgé de 23 ans, consigne toutes les méthodes indiennes de multiplication, de division et d'algèbre utilisées aujourd'hui. Dans la section mathématique (ganitapada), il définit le système de système de numération positionnel  utilisant le zéro. Il travaille sur la trigonométrie, avec notamment l'introduction des sinus, et la méthode de résolution des équations. En astronomie, il décrit un système planétaire héliocentrique, calcule précisément la période de révolution de la Terre autour du Soleil et expose que le mouvement apparent des astres est dû à la rotation de la Terre sur elle-même[1],[2].